# Елле-Куланигай
Елле-Куланигай (уст. Елле-Кулан-Игай) — река в России, протекает в Томской области. Устье реки находится в 13 км по правому берегу реки Куланигай. Длина реки составляет 31 км.

## Данные водного реестра
По данным государственного водного реестра России относится к Верхнеобскому бассейновому округу, водохозяйственный участок реки — Васюган, речной подбассейн реки — Васюган. Речной бассейн реки — (Верхняя) Обь до впадения Иртыша.